# The Real Thing: Words and Sounds Vol. 3
The Real Thing: Words and Sounds Vol. 3  es el tercer álbum en estudio de la cantante Jill Scott fue lanzado en los Estados Unidos el 25 de septiembre de 2007 por Hidden Beach Recordings a comentarios positivos de los críticos de música. En todas las ediciones del álbum, las grabaciones de actuaciones en directo de "Golden" y "The Fact Is (I Need You)" son las pistas adicionales más disponibles. The Real Thing: Words and Sounds Vol. 3 también está disponible en una edición limitada de lujo contiene un DVD extra. El 17 de marzo de 2009, el álbum fue certificado oro por la Recording Industry Association of America (RIAA). Era última versión de Scott sobre las grabaciones de Hidden Beach antes de su salida de la etiqueta en 2010.

## Canciones
1. "Let It Be" (Jill Scott, Khari Mateen) – 1:50
2. "The Real Thing" (Scott, Andre Harris, Vidal Davis, Jason Boyd, Ryan Toby) – 3:24
3. "Hate on Me" (Scott, Adam Blackstone, Steve McKie) – 3:29
4. "Come See Me" (Scott, JR Hutson) – 4:59
5. "Crown Royal" (Scott, Hutson) – 1:48
6. "Epiphany" (Scott, Scott Storch) – 2:31
7. "My Love" (Scott, Blackstone, McKie) – 3:50
8. "Insomnia" (Scott, Omari Shabazz) – 3:55
9. "How It Make You Feel" (Scott, Stokley Williams) – 4:32
10. "Only You" (Scott, Tyrone Benjamin Goldstein II) – 3:32
11. "Whenever You're Around" (featuring George Duke) (Scott, Hutson) – 4:05
12. "Celibacy Blues" (Scott, Blackstone, Randy Bowland) – 2:15
13. "All I" (Scott, Blackstone) – 4:56
14. "Wanna Be Loved" (Scott, Hutson) – 3:22
15. "Breathe" (Scott, Om'Mas Keith, Shafiq Husayn) – 2:06

### Edición limitida Deluxe
1. "Imagination/Crown Royal Suite" (Scott, Hutson) – 5:50
2. "Rightness" (Scott, Harris, Davis) – 3:40

### Edición Best Buy
1. "The Way" (Live in Paris) - 8:19
2. "Whatever" (Live in Paris) - 7:32

#### Bonus DVD
1. "A Long Walk" (Music Video)
2. "Golden" (Music Video)
3. "Cross My Mind" (Music Video)
4. "Hate on Me" (Music Video)
5. "My Love" (Music Video)
6. "The Reel from the Real Jill Scott" (an intimate conversation with Jill)

### Edición limitada iTunes deluxe
1. "Imagination/Crown Royal Suite" – 5:50
2. "Rightness" – 3:40
3. "Golden" (Live) – 10:08
4. "The Fact Is (I Need You)" (Live) – 6:40

### Edición francesa
1. "Golden" (Live) – 10:08
2. "The Fact Is (I Need You)" (Live) – 6:40

### Edición japonesa
1. "Imagination/Crown Royal Suite" – 5:50
2. "Rightness" – 3:40
3. "Bedda at Home" (Live in Paris) – 8:32
4. "Hate on Me" (Video)

## Posicionamiento
| Listas (2007)             | Pico de posiciones |
| ------------------------- | ------------------ |
| Dutch Albums Chart        | 65                 |
| French Albums Chart       | 128                |
| UK Albums Chart           | 79                 |
| US Billboard 200          | 4                  |
| US Top R&B/Hip-Hop Albums | 2                  |

| País           | Certificación |
| -------------- | ------------- |
| Estados Unidos | Oro           |